# Lill-Mörttjärnen (Arjeplogs socken, Lappland)
Lill-Mörttjärnen är en sjö i Arjeplogs kommun i Lappland och ingår i Skellefteälvens huvudavrinningsområde.